# Провулок Льотчика Крутеня
Провулок Льотчика Крутеня — провулок в Корольовському районі Житомира. Названий на честь українського військового льотчика Євграфа Крутеня.

## Розташування
Розташований в історичній місцевості Путятинка. Частина провулка до перехрестя зі Східною вулицею знаходиться в межах кварталу Старого міста, розпланованого на землях Путятинки.

## Історичні відомості

### Історія назви
На мапах 1915, 1931, 1941, 1942 років показаний з назвою «Дмитрівський провулок». Назва провулка походила від назви вулиці, з якої провулок брав початок — Дмитрівської. У 1937 році Дмитрівську вулицю перейменовано на честь Леваневського, провулок, відповідно, у провулок Леваневського. Пізніше отримав назву «2-й провулок Леваневського».
До 20 травня 2016 року мав назву «2-й провулок Леваневського». Відповідно до розпорядження був перейменований на провулок Льотчика Крутеня. Під час громадських обговорень щодо перейменувань розглядалась і назва на честь Ігоря Сікорського.

### Історія формування провулка
Провулок виник зі збереженої частини польового шляху, що прямував з тодішньої східної околиці міста у бік Нової (Другої) Хінчанки, перетинаючи річку Путятинку. До 1870-х років більша частина польової дороги зникла внаслідок прокладання нових вулиць, а саме Дмитрівської, Міщанської, Кашперівської, Хлібної та формування садиб на цих вулицях. Частина шляху східніше Міщанської вулиці збереглася та протягом другої половини ХІХ століття сформувалася як провулок. У нинішній конфігурації провулок показаний на мапі 1879 року, як такий, що бере початок з Дмитрівської вулиці (нині Героїв Крут). 
Первинна забудова початку провулка (до Східної вулиці) сформувалася до Першої світової війни. До початку Другої світової війни провулок здебільшого забудувався по усій протяжності. 
Перехрестям з провулком до 1960 року завершувалася Східна вулиця.
До 1980-х років був довшим, продовжувався на схід та завершувався неподалік річки Путятинки, з'єднуючись з 3-м Шевченківським провулком. У подальші роки кінець провулка забудовано багатоповерхівками №№ 83, 85 по вулиці Шевченка.